# 마음에이아이
마음AI(Maum AI Inc.)는 대한민국의 인공지능 서비스 기업이다. 본사는 경기도 성남시 수정구 창업로40번길 30 4층(시흥동, 판교IT센터)에 위치해 있다. 대표이사는 유태준이다.

## 역사
2023년 사명을 마인즈랩에서 현재의 이름으로 변경하였다

## 상장
2021년 11월 23일에 주관사를 NH투자증권와 하나금융투자로 공모가 30,000원에 코스닥 시장에 상장하였다.

## 참고문헌
1. ↑  마인즈랩, 인공지능관리툴 ‘마음오케스트라’ 공개..."개발 파트너 누구나 맞춤 인공지능 서비스 구현가능", IT World, 2022.12.01
2. ↑  마인즈랩, 인공지능 플랫폼 '마음에이아이 2.0' 공개한다, Robot Newspaper, 2023년 2월 14일
3. ↑  [ https://www.aitimes.kr/news/articleView.html?idxno=27665 마인즈랩, '마음에이아이(maum.ai)'로 사명 변경...역동적인 AI기업으로 글로벌 AI 유니콘 가속, Ai타임즈, 2023년 3월 29일]